# 児島康宏
児島 康宏（こじま やすひろ、1976年2月18日 – ）は、日本の言語学者、コーカサス研究者、翻訳家である。

## 経歴
1976年2月18日に福井県坂井郡芦原町（現在のあわら市）で誕生。1994年3月に福井県立高志高等学校を卒業。1994年4月から1998年3月まで東京大学文学部で一般言語学を学び、続いて1998年4月から2006年3月まで同大学大学院人文社会系研究科に在籍した（単位取得退学）。
東京大学在学中にジョージア語に興味を持ち、ハワード・アロンソンの教材をもとに独学でジョージア語を習得した。その後、神奈川県の平塚市でジョージア人の家族と知り合い、週に一度通ってジョージア語の学習を続けた。
初めてジョージアを訪れたのは1998年の夏であり、トビリシ国立大学の留学生向けサマースクールで学ぶために1か月半滞在した。2回目は1999年であり、同じく短期間の滞在であった。
2000年、児島は文部科学省のアジア諸国等派遣留学生制度に合格し、トビリシに渡航した。児島は2002年までトビリシ国立大学大学院でコーカサス諸語を学び、カルトリ語のほかにメグレル語、ラズ語、スヴァン語を習得した。また同時に、同大学で講師として日本語を教えた。
2013年3月から2018年3月まで在ジョージア日本国大使館に専門調査員として勤務。
児島は日本において長年にわたりジョージアの文化の普及に積極的に取り組んでおり、2009年4月から東京外国語大学でジョージア語の非常勤講師を務めている。

## 翻訳活動
翻訳活動にも積極的に取り組んでおり、ジョージア語から日本語、また日本語からジョージア語へ翻訳を行っている（刊行したジョージア語から日本語訳は下記）。代表作の『ヴァジャ・プシャヴェラ作品集』は、叙事詩『アルダ・ケテラウリ』『客と主人』『蛇を食う者』と散文の短編『仔鹿の物語』『ヤマナラシの木』『カケスの結婚式』を日本語訳し、一冊の本にまとめたものである。
またノダル・ドゥンバゼの『僕とおばあさんとイリコとイラリオン』、ラシャ・タブカシヴィリの『さらば、貴婦人よ！』（2006年）、ゴデルジ・チョヘリの『忘却の川』を訳している。
2011年には日本語で執筆したジョージア語の教科書『ニューエクスプレスプラス グルジア語』（白水社）を出版した。

### 日本語訳
- ノダル・ドゥンバゼ『僕とおばあさんとイリコとイラリオン』 未知谷、2004年
- 『祈り ― ヴァジャ・プシャヴェラ作品集』 冨山房インターナショナル、2008年
- アレキサンダー・レジャバ『手中のハンドボール　ガウマル……ジョオオオス！』ティムラズ・レジャバ編、牧歌舎東京本部、2019年
- 『20世紀ジョージア〈グルジア〉短篇集』 未知谷、2021年
- ギオルギ・ガメズ『ピロスマニ　放浪の画家と百万本の薔薇』 書肆侃侃房、2024年
- 『思い出されることを思い出されるままに　映画監督ラナ・ゴゴベリゼ自伝』 白水社、2024年
- コンスタンティネ・ガムサフルディア『巨匠の右手』 未知谷、2025年

## 私生活
児島は2013年からトビリシに居住している。トビリシ国立大学在学中に、将来の妻となるジョージア人の日本学者のメデア・ゴツィリゼと出会った。2002年に両者は結婚し、日本に移住し10年間暮らした。2013年に息子のショタ（グルジア語: შოთა）が生まれた。